# Steve Urkel
Steven Quincy Urkel (25 de julio del 1976), más conocido como Steve Urkel, es un personaje ficticio de la comedia estadounidense Cosas de casa interpretado por Jaleel White. Este singular personaje se convirtió en una de las estrellas de la serie americana, adquiriendo fama casi mundial sin ser el protagonista de la serie y sin salir desde el principio de la misma.

## Descripción del personaje
Urkel era el principal modelo de "nerd" de aquella época. Llevaba gafas de una considerable graduación, ropa un tanto ridícula y tenía un carácter considerado bastante extraño por la sociedad. Sin embargo, Urkel poseía un gran corazón y gran afabilidad con todo el mundo, a pesar de que en más de una ocasión llegó a ser bastante irritante. Urkel es un excelente estudiante y su mayor especialidad era la química, que más tarde le llevaría a su afición por construir inventos. Hay que añadir también que, a pesar de tener una gran habilidad para crear inventos, era estrepitosamente patoso, rasgo que le ha acompañado durante todas sus apariciones en la serie.
Urkel siempre había estado enamorado perdidamente de Laura Winslow, su novia de los sueños de toda la vida. En la primera aparición de Urkel en la serie, este va a casa de los Winslow debido a que tenía una cita con Laura, que había sido programada por su padre, Carl Winslow. A partir de ese momento, Urkel no paró de seguir a Laura a todas partes y proponerle que saliesen juntos. Pero Laura siempre le rechazaba, ya que Urkel no era el modelo de "chico popular" que había en aquella época. Pese a ello, Urkel no dejaría de perseguir a Laura, pues era enormemente tozudo y siempre estaba enamorado de ella.
Urkel era una persona extraña, pero a la vez sorprendente, al igual que su familia. Su padre era un farmacéutico un poco chiflado, que en sus ratos libres se dedicaba a realizar peligrosos experimentos. A su madre no se le referenció en muchas ocasiones, pero por lo que se podía imaginar de ella, probablemente era también muy excéntrica. Su prima tuvo también algunas apariciones en la serie y se enamoraría de Eddie Winslow, hermano de Laura.

## Salto a la fama
En realidad, el personaje de Steve Urkel era tan solo un personaje secundario al que los guionistas solo querían asignar una aparición en toda la serie. Pero debido a la enorme sensación que obtuvo el público con el personaje de Steve Urkel, los productores de la serie pensaron en desarrollar más el personaje de Urkel hasta tal punto que se convertiría en la estrella del programa. Además, la intervención de Urkel en el programa tuvo mucho que ver con el cambio sinóptico del programa. Al principio, la serie "Cosas de casa", pretendía mostrar a sus espectadores los problemas de una familia cotidiana de los Estados Unidos, utilizando siempre argumentos muy serios y con un mensaje moralizador al final de cada capítulo. Pero gracias a la intervención del personaje de Urkel, la serie cambió totalmente de parámetros hasta convertirse en una comedia. Todo el mundo estaba encantado con el personaje que daba vida el joven Jaleel White y entonces los productores decidieron mantener al personaje como uno de los principales del reparto.

### Stephan Urquelle
Stephan Urquelle era el alter-ego de Steve Urkel, también interpretado por White. Este personaje surge cuando Steve se siente muy frustrado debido a que no era popular entre la gente de su instituto y además ve que así no es capaz de conquistar a su amada Laura. Entonces decide cambiar no solo su personalidad, sino también sus rasgos tanto físicos como psíquicos (trastornando también su ADN). Inventa una máquina que le convierte en una persona totalmente distinta a la que era Steve. Esta vez se convierte en un tipo atractivo, con un carácter seductor y completamente distinto a la versión del Urkel que se conocía anteriormente. Al final del episodio, Urkel vuelve a adaptar su forma habitual, pero no sería la última vez que se vería al personaje de Stefan Urquelle.
En capítulos posteriores, Urkel inventó una máquina para clonar seres humanos y se clonó a sí mismo, duplicándose así y creando dos versiones suyas. Al principio Steve y su clon se llevaban de maravilla pero en cuanto Myra (la actual novia de Steve) aparece, surge un conflicto entre ambos por ver quién se queda con Myra, por lo que Laura decide arreglar el problema metiendo a su clon en la cámara de transformación de Steve, lo que provoca que Steve y Stephan actúen por separado, y es entonces cuando este personaje cobra cierta independencia. Entonces Stefan empieza a salir con Laura, cosa que no le agradó en absoluto a Steve.
En el episodio "Los Winslows van a París", Stephan decide viajar con la familia Winslow a París, para trabajar allí como modelo y exponer su gran físico. Allí, le propone a Laura que se case con él, pero en el último momento, rechaza su petición y decide volver con su familia a Chicago. Entonces Stefan se queda en París, aunque posteriormente vuelve.

## Inventos
A lo largo de la serie, Steve ha ido creando inventos relacionados con la ciencia ficción como:
- El Urkel-Bot: Un robot inteligente capacitado con los mismos rasgos de Steve.
- La Cámara de Transformación: Con esta extraña máquina, Steve se transformó en diferentes personas como "Stefan Urquelle". También utilizó esta máquina para transformarse en otros personajes famosos como Elvis Presley o Bruce Lee.
- Boss Sauce, un serum creado por Urkel a través de la ingeniería genética que multiplicaría los muy pocos "genes molones" que tiene. Combinado con la Cámara Transformadora, este serum transformaría a Urkel en un molón y suave Stefan Urquelle.
- La Máquina de Expansión, que aumenta el tamaño de los objetos, excepto en un pequeño porcentaje de veces en las que funciona mal y los encoge.
- La Máquina de Clonar, que crea un segundo clon de Steve. Debido a un fallo, Urkel inicialmente piensa que la máquina no funciona. El "Urkel clon" se transforma permanentemente en Stefan; este aparato sólo se ve en el episodio "Send in the Clones" debido a que Urkel la destruye justo después de que haya creado el "Urkel clon".
- El Urki-Plato era un dispositivo de teletransporte, que envía a Steve a París y lo trae de regreso; solo teletransporta a otro Urki-Plato, lo que hace impredecible saber donde llevará.
- La Máquina del Tiempo, que Urkel sabía que funcionaba antes de probarla, provocó que Carl se encontrara a sí mismo entrando en su salón. Posteriormente, junto con el Teletransportador, permitió viajar a cualquier lugar en la historia.
- Helado en una lata.
- Termitas que devoran la madera a una velocidad miles de veces mayor que la normal, pero que sólo viven tres días.
- Poción de amor con antídoto.
- Silla cortacésped, una auténtica silla que Urkel modificó para que cortara el césped.
- Bombas vegetales, en el mismo episodio que la silla cortacésped, Urkel inventa vegetales que explotan, quiere vendérselos al ejército.
- En un episodio, cuando Laura Winslow está soñando, Steve construye una bomba atómica que con el tiempo explota. Cuando ella despierta de su sueño Urkel está ahí y afirma que "nunca había construido una bomba atómica!... A pesar de que puede."
- Pegamento Wacky Tacky, que puede pegar cualquier cosa a cualquier otra. Fabricada en su bañera, pegó a su madre dentro y, según Steve, no tenía disolvente.

A pesar de todo, estos inventos eran la única parte irreal en la serie, siendo las demás tramas basadas en la realidad. Los episodios fueron tornando en más increíbles según avanzaba la serie y se apoyó en ello como una parte más de su humor.

## La danza Urkel
La danza Urkel era una novedosa danza creada por Steve que se originó en el capítulo El alma de la fiesta. Era una danza un tanto estúpida a la vez que graciosa, cantada por Steve Urkel. Esta danza curiosamente se hizo famosa y hasta se llegó a sacar una cinta con esta canción. La canción fue votada como una de las más graciosas de la gala American Comedy Awards.

## Apariciones en otros shows
White ha interpretado a Urkel en varias comedias de enredo, especialmente: 
- Full House - En el episodio de 1991, «Stephanie Gets Framed», Steve es llamado para ayudar a Stephanie Tanner (Jodie Sweetin) a lidiar con sus ansiedades después de que tenga que ponerse gafas. Steve era primo de un amigo de D.J. También colabora con el tío Jesse y le da a Michelle un penique para su cerdito, diciéndole que «con los tipos de interés actuales, ese penique valdrá tres céntimos a finales de siglo». Por cierto, Family Matters no se emitió la noche en que se emitió el episodio original (25 de enero de 1991). Se da a entender que se encontraba en San Francisco en el universo Full House antes de hacer una visita a la casa de los Lambert de Paso a paso.
- Step by Step - En el segundo episodio de la serie, «El baile», Steve aterriza en el patio trasero de la familia Lambert-Foster después de lanzarse con un cohete desde el salón de la casa de los Winslow en el episodio de Family Matters «Brain Over Brawn». Las dos escenas se mostraron en secuencia ininterrumpida, ya que Family Matters y Step by Step se emitían consecutivamente en la programación TGIF de ABC. Urkel ayuda a su amigo por correspondencia en la feria de ciencias, Mark Foster (Christopher Castile), y levanta el ánimo de Alicia «Al» Lambert (Christine Lakin) después de que su posible cita la deje justo antes de un baile escolar. White repite su danza de Urkel en la escena en la que Al le da su merecido al chico que la dejó. White también hace un breve cameo de dos segundos como Steve en el episodio de 1997 «Ha nacido una estrella», rompiendo una claqueta en el set de la película en la que Al fue elegida por encima de sus dos hermanas.
- En el episodio de Family Matters «Beauty and the Beast», Steve envía una carta en cadena a su amigo Cory Matthews, que vivía en Filadelfia. La referencia es al personaje de Ben Savage de Boy Meets World, pero no hubo cruces en pantalla. En un episodio de Boy Meets World, Cory dice que recibe una carta en cadena de su amigo Steve. (En la serie secuela Girl Meets World, aunque Urkel nunca aparece, sí lo hace un agente de policía sin nombre parecido a Carl Winslow, interpretado por VelJohnson.)
- Fuller House - En el final de la tercera temporada, Urkel fue mencionado por D.J.. En una entrevista de enero de 2018 con Andy Swift de TVLine, el creador de la serie y ex show runner Jeff Franklin mencionó que han hablado sobre White retomando el papel y que tenían algunas ideas para el personaje si White decide retomar el papel (Franklin fue despedido del programa antes de que esto se materializara, y Urkel nunca apareció en la serie)
- Scooby-Doo and Guess Who? - White volvió a interpretar su papel en el episodio «When Urkel-Bots Go Bad!».
- Urkel Saves Santa: The Movie - White volvió a interpretar su papel en una película original de animación navideña

## Curiosidades
En un capítulo el propio Steve cuenta que Urkel significa en suajili "tumor benigno en la pata delantera de un antílope".